# 2015年泛美運動會
第十七屆泛美運動會（英語：XVII Pan American Games），于2015年7月10日至7月26日在加拿大安大略省多倫多市舉行。

## 有意申辦城市
泛美體育組織於2009年11月6日在墨西哥瓜达拉哈拉举行的會議中從以下三個候選城市中選出主辦城市：
| 城市   | 國家奧委會 | 第一輪投票 |
| 多倫多 | 加拿大     | 33         |
| 利馬   | 秘魯       | 11         |
| 波哥大 | 哥伦比亚   | 7          |

最終由多倫多脫穎而出，獲得是次泛美運動會主辦權。
此外，委内瑞拉的卡拉卡斯亦曾有意參與角逐，但其後卻放棄。而美國亞拉巴馬州伯明翰的市長亦曾提出參與角逐，但該市卻沒有趕及在截止報名日期前遞交申請。

## 參賽國家
| - 安提瓜和巴布达（5） - 阿根廷（379） - 阿鲁巴（17） - 巴哈马（18） - 巴巴多斯（15） - 伯利兹 - 百慕大（4） - 玻利维亚（7） - 巴西（424） - （8） - 加拿大（548） - 开曼群岛（5） - 智利（224） - 哥伦比亚（217） | - 哥斯达黎加（67） - 古巴（299） - 多米尼克（2） - （196） - 厄瓜多尔（87） - 萨尔瓦多（38） - 格林纳达 - 危地马拉（98） - 圭亚那（24） - 海地（1） - 洪都拉斯（9） - 牙买加（24） - 墨西哥（362） - 尼加拉瓜（31） | - 巴拿马（32） - 巴拉圭（28） - 秘鲁（88） - 波多黎各（197） - 圣卢西亚（8） - 圣基茨和尼维斯（9） - 圣文森特和格林纳丁斯 - 苏里南（4） - 特立尼达和多巴哥（69） - 美国（415） - 乌拉圭（77） - （4） |  |

## 比賽項目
括號內的數字為該項目產生的金牌數目。
- 水上運動
  -  跳水（詳細）（8）
  -  游泳（詳細）（34）
  -  水上芭蕾（詳細）（2）
  -  水球（詳細）（2）
- 射箭（詳細）（4）
- 田徑（詳細）（47）
- 羽毛球（詳細）（5）
- 棒球（詳細）（2）
- 籃球（詳細）（2）
- 拳擊（詳細）（13）
- 保齡球（詳細）（4）
- 輕艇（詳細）
  - 輕艇衝刺（英语：Canoe sprint） (13)
  - 輕艇激流 (5)
- 自行車（詳細）
  - BMX (2)
  - 山地自行車 (2)
  - 公路自行車 (4)
  - 場地自行車 (10)
- 馬術（詳細）
  - 馬場馬術 (2)
  - 三項（英语：Eventing） (2)
  - 障礙超越 (2)
- 擊劍（詳細）（12）
- 草地曲棍球（詳細）（2）
- 足球（詳細）（2）
- 高爾夫球（詳細）（3）
- 體操（詳細）
  - 競技體操 (14)
  - 韻律體操 (8)
  - 彈床 (2)
- 手球（詳細）（2）
- 柔道（詳細）（14）
- 空手道（詳細）（10）
- 現代五項（詳細）（2）
- 短柄牆球（詳細）（6）
- 輪滑（詳細）
  - 藝術輪滑（英语：Artistic roller skating） (2)
  - 競速輪滑 (6)
- 划船（詳細）（14）
- 七人制橄欖球（詳細）（2）
- 帆船（詳細）（10）
- 射击（詳細）（15）
- 壘球（詳細）（2）
- 壁球（詳細）（6）
- 乒乓球（詳細）（4）
- 跆拳道（詳細）（8）
- 網球（詳細）（5）
- 鐵人三項（詳細）（2）
- 排球
  -  沙灘排球（詳細）（2）
  -  排球（詳細）（2）
- 滑水（詳細）
  - 滑水 (8)
  - 水上滑板（英语：Wakeboarding） (1)
- 舉重（詳細）（15）
- 摔跤（詳細）
  - 自由式摔跤 (12)
  - 希羅式摔跤 (6)

## 外部連結
- 官方網站（页面存档备份，存于）